# Mbayène
Mbayène ist eine Gemeinde (commune) im Département Tivaouane der Region Thiès, gelegen im zentralen Westen Senegals. Sie besteht aus dem namensgebenden Hauptort (chef-lieu) sowie weiteren Dörfern (villages) und Weilern (hameaux).

## Geographische Lage
Mbayène liegt im Erdnussbecken Senegals, 61 Kilometer nordöstlich der Départementspräfektur Tivaouane und  134 Kilometer nordöstlich von Dakar. Das Gemeindegebiet hat eine Fläche von 138,70 km². Benachbarte Kommunen sind im Uhrzeigersinn Sagatta Gueth und Mbacké Cajor im Osten, Niakhène im Süden, Pékèsse und Ngandiouf im Westen und im Norden Thiolom Fall.

## Geschichte
Das Dorf Mbayène war seit 1976 Hauptort einer Landgemeinde (communauté rurale) und erhielt 2014, wie in Senegal alle communautés rurales, den landesweit einheitlichen Status einer Gemeinde (commune).

## Bevölkerung
Die letzten Volkszählungen ergaben jeweils folgende Einwohnerzahlen:
| Jahr | Einwohner |
| ---- | --------- |
| 2002 | 8.865     |
| 2013 | 9.327     |
| 2023 | 10.447    |

## Verkehr
Das Gebiet von Mbayène ist von dem Fernstraßennetz Senegals allseits besonders weit entfernt. Der Hauptort ist aus Westen von Mékhé bis Pékèsse über eine als Regionalstraße ausgewiesene 22 Kilometer lange Schotterpiste und von dort über weitere 14 Kilometer Staubpiste erreichbar.